# Juninho (ur. 1982)
Juninho, właśc. Anselmo Vendrechovski Júnior (ur. 16 września 1982 w Wenceslau Braz) – brazylijski piłkarz pochodzenia polskiego z obywatelstwem meksykańskim występujący na pozycji środkowego obrońcy, obecnie zawodnik meksykańskiego Tigres UANL.

## Kariera klubowa
Juninho pochodzi z miasta Wenceslau Braz w stanie Parana. Posiada polskie korzenie – jego dziadek Lech Wędrychowski razem ze swoją narzeczoną Ireną uciekł z Polski tuż przed drugą wojną światową. Osiadł w Brazylii, gdzie już pod nazwiskiem Vendrechovski urodził się jego syn, a zarazem ojciec zawodnika. Sam Juninho jest wychowankiem klubu Coritiba FBC z siedzibą w Kurytybie, w którym rozpoczął treningi jako siedemnastolatek, a do pierwszej drużyny został włączony trzy lata później. W Campeonato Brasileiro Série A zadebiutował za kadencji szkoleniowca Paulo Bonamigo, 30 października 2002 w wygranym 3:1 spotkaniu z Cruzeiro EC. W 2003 roku wygrał ze swoją drużyną rozgrywki ligi stanowej – Campeonato Paranaense, zaś po raz drugi mistrzem stanu został w sezonie 2004, jednak przez cały pobyt w Coritibie pozostawał najczęściej rezerwowym.
Wiosną 2005 Juninho został zawodnikiem drużyny Botafogo FR z miasta Rio de Janeiro, gdzie przez pierwszy rok nie potrafił sobie jednak wywalczyć miejsca w wyjściowym składzie. Niepodważalne miejsce w pierwszej jedenastce zapewnił sobie dopiero podczas kolejnych rozgrywek, zastępując na środku obrony zmagającego się z urazem Rafaela Scheidta. Szybko został kluczowym zawodnikiem zespołu prowadzonego przez trenera Cucę i idolem kibiców Botafogo. W 2006 roku wraz ze swoją ekipą wygrał ligę stanową – Campeonato Carioca, a premierowego gola w lidze brazylijskiej strzelił 20 września tego samego roku w wygranej 2:1 konfrontacji z EC Juventude. W sezonie 2007 zajął natomiast z Botafogo drugie miejsce w lidze stanowej, w rozgrywkach Série A z dziesięcioma bramkami na koncie został trzecim najskuteczniejszym zawodnikiem drużyny, a jego świetne występy zaowocowały trzecim miejscem w plebiscycie na najlepszego stopera ligi brazylijskiej – ustąpił wówczas tylko Mirandzie i Alexowi Silvie.
W styczniu 2008 Juninho przeszedł do ówczesnego mistrza kraju – klubu São Paulo FC, który zapłacił za połowę jego karty zawodniczej sumę pół miliona dolarów, wygrywając rywalizację o zatrudnienie gracza z zespołami takimi jak Grêmio czy Lokomotiw Moskwa. W zespole tym występował przez rok – mając zastąpić sprzedanego Breno – lecz nie zdołał wywalczyć sobie pewnej pozycji z pierwszym składzie. Mimo to w sezonie 2008 zdobył z São Paulo pierwszy i zarazem jedyny w swojej karierze tytuł mistrza Brazylii. W późniejszym czasie powrócił do Botafogo FR, gdzie w roli podstawowego piłkarza również spędził rok, w sezonie 2009 zajmując drugie miejsce w rozgrywkach ligi stanowej. W styczniu 2010 został wypożyczony na okres sześciu miesięcy do południowokoreańskiego Suwon Samsung Bluewings, w którego barwach 27 lutego 2010 w spotkaniu z Jeonbuk Hyundai Motors zadebiutował w K-League. Premierowe gole w nowym klubie strzelił natomiast 19 marca tego samego roku w wygranym 2:1 pojedynku z Incheon United, dwukrotnie wpisując się na listę strzelców.
Latem 2010 Juninho przeniósł się do meksykańskiego klubu Tigres UANL z siedzibą w Monterrey. Tam od razu został kluczowym graczem linii obrony, tworząc solidny duet stoperów z Hugo Ayalą. W meksykańskiej Primera División zadebiutował 24 lipca 2010 w przegranym 0:1 meczu z Querétaro, zaś pierwszą bramkę w lidze meksykańskiej strzelił 21 sierpnia tego samego roku w wygranej 1:0 konfrontacji z Santosem Laguna. W jesiennym sezonie Apertura 2011 wywalczył z Tigres mistrzostwo Meksyku, natomiast podczas wiosennych rozgrywek Clausura 2014 zdobył puchar Meksyku – Copa MX, wciąż mając niepodważalną pozycję w wyjściowej jedenastce drużyny prowadzonej przez Ricardo Ferrettiego. Bezpośrednio po tym sukcesie – po odejściu z klubu Lucasa Lobosa – został nowym kapitanem ekipy i jeszcze w tym samym roku zajął z nią drugie miejsce w krajowym superpucharze – Supercopa MX. Niebawem otrzymał też meksykańskie obywatelstwo w wyniku wieloletniego zamieszkiwania w tym kraju.
W sezonie Apertura 2014 Juninho zdobył z Tigres tytuł wicemistrza Meksyku, lecz w grudniu tego samego roku zerwał ścięgno Achillesa, w wyniku czego musiał pauzować przez kolejne siedem miesięcy. W 2015 roku nie wystąpił z tego powodu w większości spotkań swojej drużyny w najbardziej prestiżowych rozgrywkach południowoamerykańskiego kontynentu – Copa Libertadores, gdzie jego zespół dotarł aż do finału. Bezpośrednio po rekonwalescencji powrócił jednak do wyjściowego składu i podczas rozgrywek Apertura 2015 wywalczył z Tigres swoje drugie mistrzostwo Meksyku. W 2016 roku doszedł do finału północnoamerykańskich rozgrywek Ligi Mistrzów CONCACAF, a jeszcze w tym samym roku dołożył do swojej gabloty kolejne trofeum – superpuchar Campeón de Campeones. W sezonie Apertura 2016 – niezmiennie jako lider i opoka formacji defensywnej – zdobył z drużyną Ferrettiego trzecie mistrzostwo Meksyku.

## Statystyki kariery
| Coritiba        | 2002       | Brazylia         | Série A          | 3   | 0  | ?  | ?        | –                   | –  | –   | ?  | ?  |
| Coritiba        | 2003       | Brazylia         | Série A          | 4   | 0  | ?  | ?        | –                   | –  | –   | ?  | ?  |
| Coritiba        | 2004       | Brazylia         | Série A          | 7   | 0  | ?  | ?        | CS                  | 1  | 0   | ?  | ?  |
| Botafogo        | 2005       | Brazylia         | Série A          | 7   | 0  | ?  | ?        | –                   | –  | –   | ?  | ?  |
| Botafogo        | 2006       | Brazylia         | Série A          | 26  | 4  | ?  | ?        | CS                  | 2  | 0   | ?  | ?  |
| Botafogo        | 2007       | Brazylia         | Série A          | 32  | 10 | 23 | 2        | CS                  | 4  | 0   | 59 | 12 |
| São Paulo FC    | 2008       | Brazylia         | Série A          | 8   | 0  | 9  | 1        | CL + CS             | 3  | 0   | 20 | 1  |
| Botafogo        | 2009       | Brazylia         | Série A          | 34  | 7  | 20 | 5        | CS                  | 5  | 0   | 59 | 12 |
| Suwon Bluewings | 2010       | Korea Południowa | K League Classic | 11  | 3  | 2  | 0        | LMA                 | 4  | 1   | 17 | 4  |
| UANL            | 2010–2011  | Meksyk           | Liga MX          | 36  | 4  | –  | –        | –                   | –  | –   | 36 | 4  |
| UANL            | 2011–2012  | Meksyk           | Liga MX          | 39  | 3  | –  | –        | –                   | –  | –   | 39 | 3  |
| UANL            | 2012–2013  | Meksyk           | Liga MX          | 29  | 5  | –  | –        | LMC                 | 2  | 1   | 31 | 6  |
| UANL            | 2013–2014  | Meksyk           | Liga MX          | 35  | 5  | 6  | 4        | –                   | –  | –   | 41 | 9  |
| UANL            | 2014–2015  | Meksyk           | Liga MX          | 19  | 5  | 5  | 2        | CL                  | 4  | 0   | 28 | 7  |
| UANL            | 2015–2016  | Meksyk           | Liga MX          | 37  | 3  | –  | –        | LMC                 | 6  | 0   | 43 | 3  |
| UANL            | 2016–2017  | Meksyk           | Liga MX          | 0   | 0  | –  | –        | –                   | –  | –   | 0  | 0  |
| Ogółem          |            |                  |                  |     |    |    |          |                     |    |     |    |    |
| Brazylia        | Brazylia   | Brazylia         | 121              | 21  | ?  | ?  | CS + CL  | 15                  | 0  | ?   | ?  |    |
| Korea Płd.      | Korea Płd. | Korea Płd.       | 11               | 3   | 2  | 0  | LMA      | 4                   | 1  | 17  | 4  |    |
| Meksyk          | Meksyk     | Meksyk           | 295              | 25  | 11 | 6  | LMC + CL | 12                  | 1  | 318 | 32 |    |
| Ogółem          | Ogółem     | Ogółem           | Ogółem           | 427 | 49 | ?  | ?        | CS + CL + LMA + LMC | 31 | 2   | ?  | ?  |

- CS – Copa Sudamericana
- CL – Copa Libertadores
- LMA – Liga Mistrzów AFC
- LMC – Liga Mistrzów CONCACAF